# Ария Антонина
Вижте пояснителната страница за други личности с името Ария.
Ария Антонина (на латински: Arria Antonina; * 70 г.) е римлянка от 1 и 2 век, леля на римския император Антонин Пий.
Произлиза от фамилията Арии. Дъщеря е на Гней Арий Антонин (поет, суфектконсул 69 и 97 г.) и Бойония Процила. Сестра е на Ария Фадила, която е майка на император Антонин Пий.
Омъжва се за сенатора Луций Юний Цезений Пет който е роднина, вероятно син на Луций Юний Цезений Пет (консул 79 г.). Става майка през 95 г. на Луций Цезений Антонин (суфектконсул 128 г.).
Баба е на Ария Цезения Павлина (120 – 161 г.), която се омъжва за генерал Марк Ноний Макрин (суфектконсул 154 г.) и има с него син Марк Ноний Арий Муциан Манлий Карбон (суфектконсул по времето на Комод), който е баща на Марк Ноний Арий Муциан (консул 201 г.).